# بورن، هلند
بورن (به هلندی: Born) یک منطقهٔ مسکونی در هلند است که در سیتارد-خلین واقع شده‌است. بورن ۶٬۰۹۰ نفر جمعیت دارد.